# Wesmaelius exoticus
Wesmaelius exoticus är en insektsart som beskrevs av Vladimir N. Makarkin 1986. Wesmaelius exoticus ingår i släktet Wesmaelius och familjen florsländor. Inga underarter finns listade i Catalogue of Life.